# Braccio Scudo-Croce

Schema della Via Lattea conosciuta; il Braccio Scudo-Croce è indicato in verde.

Il Braccio Scudo-Croce (conosciuto anche come Braccio del Centauro) è un braccio secondario della nostra galassia, la Via Lattea.

## Caratteristiche
Il primo tratto è conosciuto come "Braccio dello Scudo", e si origina nel lato opposto al Sole, probabilmente assieme al Braccio del Sagittario; gira attorno al centro galattico, ponendosi tra questo e il Braccio del Sagittario, e devia in direzione della costellazione della Croce del Sud.

La regione in cui il Braccio Scudo-Croce incontra il bulge galattico è uno dei luoghi di più intensa formazione stellare; nel 2006, fu scoperto un grande ammasso di stelle giovani, catalogato come RSGC1, contenente tuttavia 14 supergiganti rosse. Nel 2007, fu scoperto a poche centinaia di anni-luce da questo un ammasso contenente circa 50.000 stelle giovani, catalogato come RSGC2. Stime sulla sua età indicano che l'ammasso avrebbe meno di 20 milioni di anni, e tuttavia già contiene 26 supergiganti rosse: si tratta del più grande ammasso di giganti rosse conosciuto.